# Суюрґатмиш ібн Шахрух
Суюрґатмиш (*1399 — 17 листопада 1426) — володар Кабула, Кандагару, Газні, Балху і Тохаристану в 1418—1426 роках.

## Життєпис
Походив з династії Тимуридів. Син Шахруха Мірзи і Малігат Аґи (доньки східночагатайського хана Хизр-Ходжи). Народився 1399 року. 1413 року під час походу батька проти бея Кара Юсуфа був намісникомв Гераті. Цим намагався скористатися родич Іскандар-Султан (син Омар-Шейха), намагаючись підняти повстання в Сістані, але марно. В подальшому допомагав батькові в управлінні, очолюючи війська.
1414 року стає намісником Балху. У серпні 1417 року відновив владу Тимуридів в Бадахшані, де був призначений намісником. При цьому місцева династія на чолі із Баха ад-Діном зберігла собисті феоди. Потім завдав остаточної поразки Іскандар-Султану. 1418 року після усунення від влади Кайду, правителя Кабулу, Газні і Кандагару, призначений на його місця. При цьому під владою Суюрґатмиш збереглися Балх, Тохаристан і Бадахшан. Своєю столицею обрав Кабул.
1421 року вирішив скористатися успішним повстанням Джасрат Шейха, очільника клану Хокар, проти делійського султана Мубарак-шаха, зайняти Пенджаб. Намісник Суюрґатмиша в Кандагарі — Шейх-Алі — напав і розграбував Мултан, але не залишився там. Можливо це сталося через непевність останнього, оскільки Суюрґатмиш ібн Шахрух захворів. Помер 1426 року. Йому спадкував син Султан-Масуд Мірза.